# Stefan Božkov
Stefan Božkov (20. září 1923 Sofie – 1. února 2014 Sofie) byl bulharský fotbalista, obránce a fotbalový trenér.

## Fotbalová kariéra
Hrál v Bulharsku za FC Sportist Sofia, v letech 1946–1947 studoval v Československu a hrál v československé lize za SK Kladno. Dále hrál v Bulharsku za CDNA Sofia, se kterým získal 10x bulharský mistrovský titul a 3x vyhrál bulharský pohár. Za reprezentaci Bulharska v letech 1946–1958 nastoupil v 53 utkáních a dal 4 góly. Získal bronzovou medaili s týmem Bulharsko na Letních olympijských hrách 1956. V anketě Zlatý míč 1956 skončil na 13. místě.

## Ligová bilance
| Ročník               | Zápasy | Góly | Klub      |
| -------------------- | ------ | ---- | --------- |
| Státní liga 1946/47  | -      | 2    | SK Kladno |
| CELKEM 1. česká liga | -      | 2    |           |

## Trenérská kariéra
- 1960 – Bulharsko – reprezentace
- 1967–1970 – Bulharsko – reprezentace
- 1982 – CSKA Sofia